# Harald Maddadsson
Harald Maddadsson (lingua norrena: Haraldr Maddaðarson; gaelico: Aralt mac Mataid) (1134 circa – 1206) fu Conte delle Orcadi e Mormaer di Caithness dal 1139 al 1206.
Era il figlio di Matad, Mormaer di Atholl, e di Margaret, figlia del conte Haakon Paulsson delle Orcadi. Di sangue misto vichingo e gaelico, e discendente dei re di Scozia, fu un'importante figura della Scozia settentrionale, giocando un ruolo fondamentale nella politica scozzese del XII secolo. La Saga degli uomini delle Orcadi lo definisce uno dei tre più potenti conti delle Orcadi, assieme a Sigurd Eysteinsson e Thorfinn Sigurdsson.

## Contesto storico
All'inizio del XII secolo la contea delle Orcadi, nonostante fosse indebolita fin dai tempi del conte Thorfinn, era ancora sotto il controllo di Caithness e dominava il Sutherland e parte delle Ebridi Esterne. La successione del comando fu di grande interesse per il re scozzese Davide I. Si crede che il matrimonio di Matad e Margaret sia avvenuto non molto prima del 1134, poco dopo la soppressione da parte di Davide di una grossa rivolta che coinvolse il Mormaer Óengus di Moray, nipote di re Lulach, e Máel Coluim mac Alaxandair, figlio illegittimo del fratello di Davide, Alessandro, e la successiva estensione del potere reale nelle province di Moray e Ross. Il nipote di Davide, William fitz Duncan, fu nominato a capo di Moray, e suggerì di conferire a Matad, il cui potere era relegato ad Atholl, il governo delle nuove terre a nord di Mounth, Il suo matrimonio con Margaret, figlia di Haakons, sarebbe quindi dovuto a questo.
Harald Maddadsson nacque poco prima che Rögnvald Kali Kolsson prendesse il controllo della contea delle Orcadi, con la scomparsa del conte Paul Haakonsson. La Saga degli uomini delle Orcadi racconta la storia ufficiale, ovvero che Paul abdicò, e che girarono voci riguardo al fatto che fosse stato assassinato per ordine della madre di Harald. Il conte Paul non era ben visto dalle sue parenti. La madre e la sorella, Frakkok, avevano già tentato di ucciderlo con una maglietta avvelenata che causò invece la morte del fratello Harald Haakonsson. Rognvald rappresentò la fazione pro-Norvegia alla rincorsa della contea. Si dice che Frakkok ed i suoi seguaci avessero voluto originariamente sostenere la tesi del figlio di Harald Haakon, Erlend, dopo la morte di Paul. Comunque Matad e Margaret, con re Davide a supporto, imposero il neonato Harald Maddadson come governante con Rognvald.

## Gioventù
La principale minaccia per Harald Maddadsson e Rognvald Kali veniva da Erlend Haraldsson, e soprattutto dalla sua sostenitrice Frakkok. La cospiratrice venne ben presto arsa viva nei pressi di Helmsdale. La Saga degli uomini delle Orcadi cita un certo Svein Asleifsson come boia, e disse che si spostò a Caithness dal sud, da Atholl, con la benedizione di Rognvald e l'aiuto di Matad. Questo Svein Asleifsson sarebbe anche stato l'uomo sotto la cui custodia sparì il conte Paul.
Nei primi anni di Harald, quando il potere era esercitato unitamente con Rognvald dai suoi vice scelti da re Davide, le Orcadi mantennero una relativa stabilità, nonostante la Saga citi le normali uccisioni ed esecuzioni del tempo, compresa la morte di uno sconosciuto conte Valthjof. Nel 1150 o nel 1151 Harald visitò la Norvegia con il conte Rognvald, e probabilmente si incontrò con re Ingi Haraldsson. Durante questa visita Rognvald decise di partire per una crociata, come raccontato dettagliatamente nella Saga.

### Conti Rognvald, Harald ed Erlend
Dopo che Harald fece ritorno alle Orcadi, e che Rognvald partì per la sua spedizione, re Øystein Haraldsson, fratello maggiore di Ingi, guidò una spedizione norvegese contro la contea delle Orcadi. In questa occasione incontrò Harald nei pressi di Thurso e lo catturò. Harald venne liberato in cambio di un riscatto in oro, e solo dopo aver prestato giuramento ad Øystein. Øystein passò quindi a razziare le coste di Scozia ed Inghilterra.
Probabilmente come risultato delle azioni di Øystein, re Davide concesse metà Caithness al cugino di Harald, Erlend Haraldsson. Il risultato, come raccontato nella Saga degli uomini delle Orcadi, fu una lotta politica che terminò con l'uccisione di Erlend nel 1154. Anche Rognvald venne ucciso, nel 1158. Svein Asleifsson era di nuovo fortemente coinvolto in questo conflitto dinastico. Nel 1153 re Davide morì, e fu sostituito da un giovane nipote, Malcolm IV. Anche re Øystein morì in una guerra col fratello Ingi e Sigurd, per cui Ingi rimase l'unico figlio sopravvissuto di Harald Gilli. Quindi, a partire dal 1158 Harald Maddadsson fu l'indiscusso conte delle Orcadi, con i re di Scozia e Norvegia che non potevano fare nulla per contestarne il potere.

## Il conte Harald ed i nemici dei re
Dopo la morte di Rognvald, Harald Maddadsson seguì una politica di sostegno nei confronti dei nemici dei re di Scozia, primo fra tutti Malcolm IV, il quale morì giovane nel 1165, poi il fratello di Malcolm, Guglielmo I. Di questi nemici, quelli molto attivi nel nord e nell'ovest dove il potere di Harald era consistente, erano Somerled, re di Argyll e delle Ebridi (il quale sposò la prima cugina del conte Harold, Ragnhild dell'isola di Man), i figli di Máel Coluim mac Alasdair, il figlio illegittimo di re Alessandro I, fatto prigioniero a Roxburgh, il Meic Uilleim, i discendenti di William fitz Duncan, il MacHeths ed i Mormaer di Ross.
Una spedizione a Ross operata da re Guglielmo e dal fratello conte Davide nel 1179 potrebbe essere legata alle azioni di Harald. Due anni dopo scoppiò in Ross e Moray la ribellione di Domnall, figlio di Máel Coluim mac Uilleim, e si crede che il conte Harald vi abbia partecipato. La ribellione fu sedata solo nel 1187.
La sconfitta della ribellione di Domnall portò a nuovi conflitti tra Harald e re Guglielmo. Dopo il 1187 sembra che i nobili Scoti e Scoto-normanni si insediarono in Ross ed in Cromarty, come successo in precedenza in Moray. La famiglia de Moravia, inglesizzata in Moray o Murray, che in seguito diede vita ad Andrew Moray, ricevette il controllo di terre a Ross e Cromarty, e sembra che non siano stati gli unici. La malattia di re Guglielmo del 1195 potrebbe aver dato il via al conflitto finale con Harald, che durò dal 1197 al 1201. Durante lo scontro Guglielmo concesse terre in Caithness ad Harald il Giovane, nipote di Rognvald Kali, nel 1197. Harald il Giovane fu ucciso da Harald Maddadsson l'anno successivo.
La Saga degli uomini delle Orcadi afferma che re Guglielmo chiamò il re di Man, Ragnald Guthredsson, per combattere Harald. Può darsi che Rognvald abbia avanzato saltuarie pretese sulle terre di Harald, dato che la gente ricordava che la madre di Harald era la figlia minore del conte Haakon Paulsson, mentre la figlia maggiore aveva sposato il re dell'isola di Man. Harald si riprese Caithness in questo periodo. Durante questa campagna, datata 1201, la Saga dice che Harald raggiunse la fortezza del vescovo Giovanni di Caithness, a Scrabster. Il vescovo incontrò Harald, apparentemente per salutarlo, ma il conte lo catturò, torturò e mutilò. Il Gesta Annalia afferma che Harald tradì il vescovo Giovanni perché credeva che fosse colui che aveva creato i problemi tra lui e re Guglielmo.
La creazione della sede vescovile di Giovanni a Caithness nel 1189–1190 era sicuramente tesa ad estendere l'autorità scozzese nella regione. Il nuovo vescovado era controverso, e ben presto Giovanni entrò in conflitto con Harald Maddadson e con il vescovo delle Orcadi, Bjarni Kolbeinsson. Il conflitto, descritto come disputa sulla raccolta di fondi per il Papa (un tipo di Obolo di San Pietro), fu portato davanti a Papa Innocenzo III, il quale scrisse al vescovo Bjarni ed a quello di Rosemarkie (o Ross) per evitare che Giovanni interferisse con la raccolta.
Re Guglielmo, utilizzando il tradimento del vescovo Giovanni come scusa di guerra con Harald, riunì un grosso esercito a nord nel 1201–1202. L'esercito, si dice, era talmente grande che Harald capitolò senza combattere ed accettò di dare un quarto degli introiti di Caithness a Guglielmo. In questo periodo il figlio del conte Harald, Thorfinn, fu catturato dagli Scoti. Per vendicarsi del tradimento del vescovo Giovanni, per spaventare Harald, o perché Thorfinn avrebbe potuto avanzare pretese sul trono tramite la madre (signora di Moray), egli fu accecato e castrato, morendo poco dopo in prigione.
Harald Maddadson dovette anche affrontare alcuni problemi con il re di Norvegia. Guerrieri di Orcadi e Shetland (Øyskjeggs), guidati dal cognato di Harald, Olaf, combatterono per conto di Sigurd Magnusson contro re Sverre Sigurdsson. Sigurd Magnusson era il figlio del precedente re Magnus V di Norvegia nonché pretendente al trono di re Sverre. Olaf fu aiutato da Hallkjell Jonsson, il quale era genero del conte norvegese Erling Skakke e cognato di re Magnus V. Re Sverre ed i suoi uomini affrontarono gli Øyskjeggs nella primavera del 1194, quando le due flotte si incontrarono a Florvåg su Askøy, un'isola poco a nord di Bergen (Norvegia). Nella battaglia di Florvåg, svoltasi il 3 aprile 1194, l'esperienza dei veterani norvegesi si dimostrò decisiva. Re Sverre vinse e Sigurd Magnusson ed Hallkjell Jonsson morirono con i loro uomini. Re Sverre credette che Harald Maddadson era coinvolto nella faccenda. Dopo la battaglia di Florvåg, re Sverre punì Harald portandogli via le isole Shetland, che non gli furono più ridate prima della sua morte.
Nel 1202 Papa Innocenzo si convinse che Harald non era personalmente responsabile degli abusi del vescovo Giovanni, e scrisse al vescovo Bjarni ordinandogli di assicurarsi l'uomo di Harald, Lumberd, venisse accusato dei fatti e punito. Con questo la turbolenta vita di Harald giunse alla fine. Morì di cause naturali nel 1206, dopo un lungo regno di 65 anni, all'età di circa 72 anni.

## Gli Haraldssons
La prima moglie di Harald si chiamava Affrica, nome gaelico condiviso con una figlia di Fergus di Galloway. Ebbero quattro figli, che la Saga degli uomini delle Orcadi chiama Heinrek, Haakon, Helena e Margaret.
La seconda moglie, sempre secondo la Saga degli uomini delle Orcadi, era Hvarflod (erroneamente chiamata Gormflaith in alcune opere), figlia del conte Máel Coluim di Moray, sposata attorno al 1168, e da cui ebbe sei figli: Thorfinn, David, Jon, Gunnhild, Herborga e Langlif. Si crede che il padre di Hvarflod sia stato Máel Coluim mac Aedh (probabilmente un erede della dinastia Moray/ Loairn), come i suoi figli, e può darsi che fosse la madre solo di Thorfinn. Sembra che re Guglielmo chiese ad Harald di ripudiare Hvarflod come condizione per stringere la pace tra di loro. Degli Haraldssons sopravvissuti, David e Jon divennero co-conti delle Orcadi alla morte del padre, mentre Heinrek (Eanric mac Arailt mac Mataidh) governò Ross. Non si sa più nulla di Heinrik e David Haraldsson morì di malattia nel 1214, lasciando a Jon il trono fino al 1231.
Nel 1222 Jon fu implicato, indirettamente, nell'omicidio del vescovo Adamo di Caithness. Alcuni contadini locali gli diedero fuoco nella sua sala a Halkirk. Jon fu accusato di aver fomentato lo scontento. Re Alessandro II intraprese rappresaglie di vendettaper conto di Papa Onorio III. Lo scrittore della Saga degli uomini delle Orcadi dice che "La punizione di Alessandro per aver dato fuoco al vescovo, tramite mutilazione e morte, e la confisca delle terre, sono ancora fresche nella memoria".
Jon Haraldsson venne ucciso nel 1231, a Thurso in Caithness. Snaekoll Gunnisson, pronipote di Rögnvald Kali Kolsson, aveva preteso da Jon una parte della contea. I sostenitori di Jon e Snaekoll combatterono finché non fu deciso che re Haakon Sverreson avrebbe deciso in materia. Tutti partirono per la Norvegia, ma la nave che trasportava Jon si perse durante il viaggio di ritorno. La linea di discendenza dei conti normanni si troncò e, tra il 1231 ed il 1236 le Orcadi non ebbero un conte. Nel 1236 la contea fu concessa da Haakon IV di Norvegia a Magnus, figlio di Gille Brigte, Mormaer di Angus. Nonostante fossero governate da Angus, le Orcadi rimasero parte del regno di Norvegia.